# 돤저우구

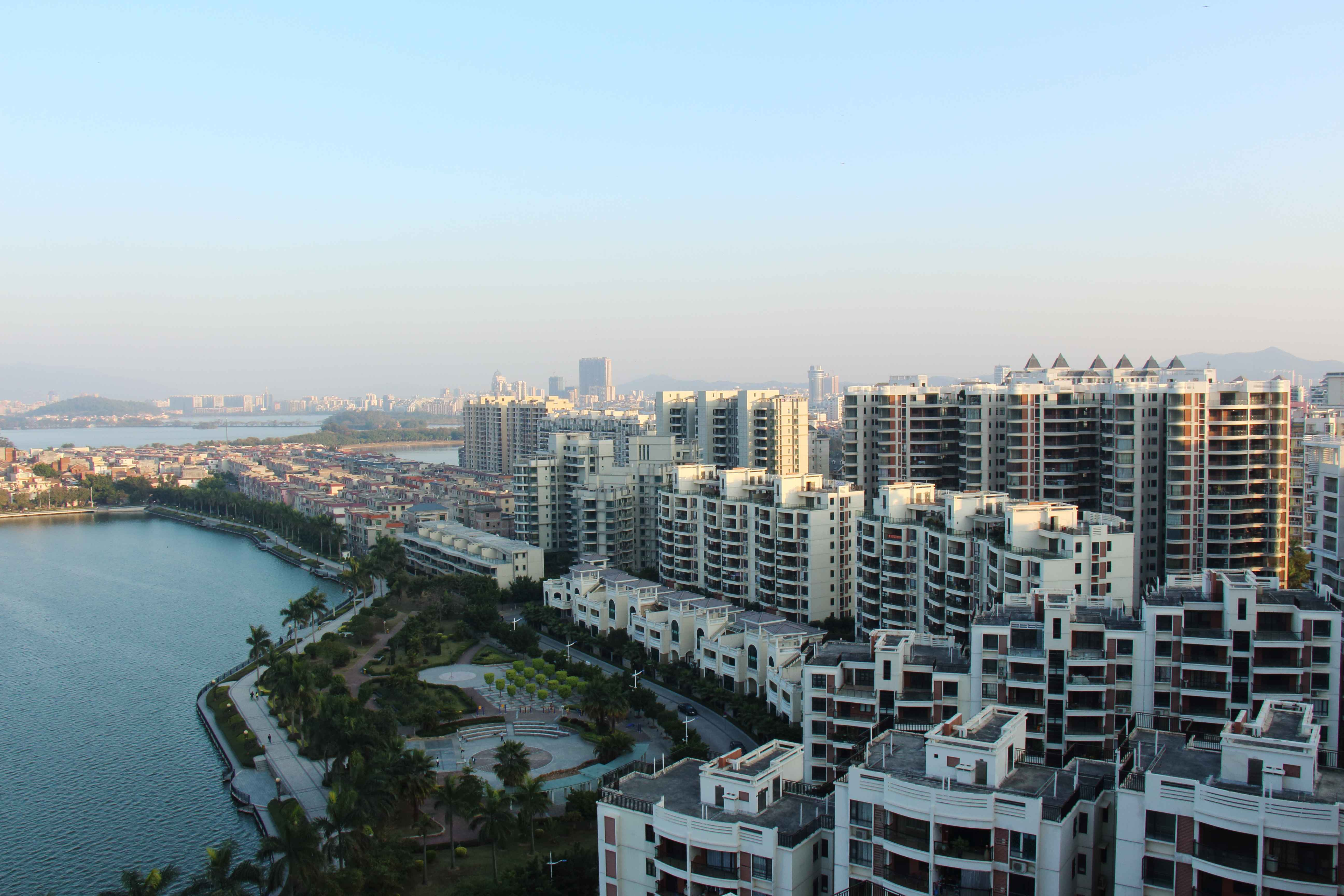

돤저우구(한국어: 단주구, 중국어: 端州区, 병음: Duānzhōu Qū)는 중화인민공화국 광둥성 자오칭 시의 현급 행정구역이다. 넓이는 152km2이고, 인구는 2007년 기준으로 340,000명이다.

## 행정 구역
6개 가도를 관할한다.
- 가도: 城东街道, 城西街道, 城南街道, 城北街道.黄岗街道,睦岗街道